# Psychotria nilgiriensis
Espèce
Synonymes
- Grumilea congesta Wight & Arn.[1]
- Grumilea patens Schltdl. ex Hook.f.[1]
- Psychotria congesta (Wight & Arn.) Hook.f.[1]
- Psychotria elongata Bedd.[1]
- Psychotria nilgiriensis var. nilgiriensis[1]
- Uragoga congesta (Wight & Arn.) Kuntze[1]

Psychotria nilgiriensis est une espèce de plantes de la famille des Rubiaceae.

## Liste des variétés
Selon Catalogue of Life (11 avril 2019) :
- variété Psychotria nilgiriensis var. astephana Deb & M.G.Gangop.
- variété Psychotria nilgiriensis var. nilgiriensis

Selon World Checklist of Selected Plant Families (WCSP) (11 avril 2019) :
- variété Psychotria nilgiriensis var. astephana Deb & M.G.Gangop. (1982)
- variété Psychotria nilgiriensis var. nilgiriensis

Selon The Plant List (11 avril 2019) :
- variété Psychotria nilgiriensis var. astephana Deb & M.G.Gangop.

Selon Tropicos (11 avril 2019) (Attention liste brute contenant possiblement des synonymes) :
- variété Psychotria nilgiriensis var. astephana (Hook. f.) Deb & M. Gangop.
- variété Psychotria nilgiriensis var. nilgiriensis

## Publication originale
- Taxon 31: 546. 1982.